# Бюльбюль цейлонський
Бюльбю́ль цейлонський (Pycnonotus penicillatus) — вид горобцеподібних птахів родини бюльбюлевих (Pycnonotidae). Ендемік Шрі-Ланки.

## Опис

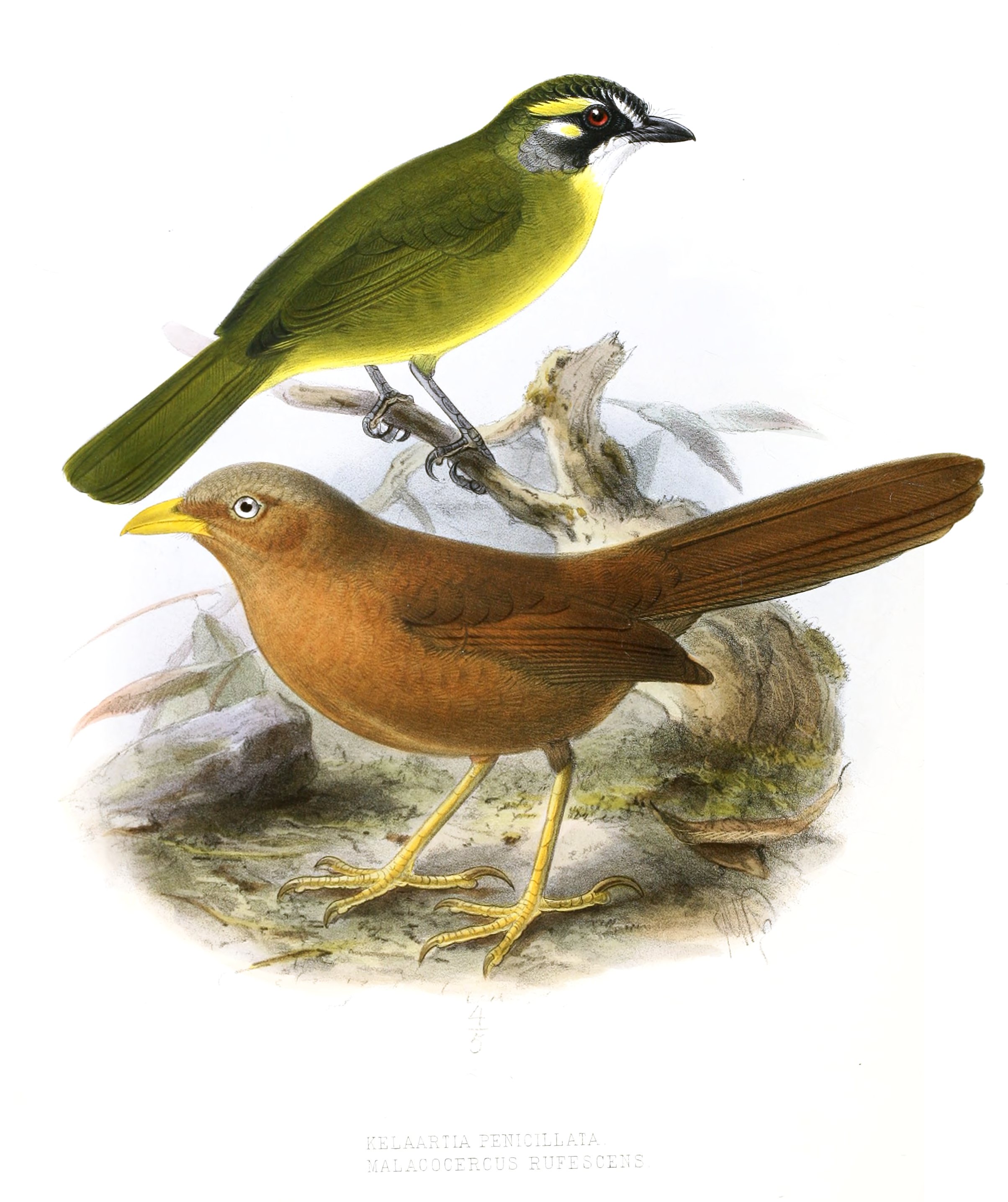
Цейлонський бюльбюль і цейлонська кратеропа

Довжина птаха становить 20 см. Верхня частина тіла оливкова, нижня частина тіла жовтувата. Тім'я сіре, обличчя чорне, на обличчі білі плями, на скронях і перед очима жовті плями. Горло біле. Виду не притаманний статевий диморфізм.

## Поширення і екологія
Цейлонські бюльбюлі є ендеміками гір Центрального масиву Шрі-Ланки. Вони живуть у вологих гірських тропічних лісах і чагарникових заростях, на полях і плантаціях. Зустрічаються на висоті від 850 до 2200 м над рівнем моря, зокрема в Національному парку Плато Гортона

## Поведінка
Цейлонські бюльбюлі зустрічаються в зграях від 3 до 10 птахів. Вони живляться плодами і комахами. В кладці 2 яйця.

## Збереження
МСОП класифікує цей вид як такий, що не потребує особливих заходів зі збереження. Попри обмежений ареал виду, цейлонські бюльбюлі є досить поширеними птахами в межах свого ареалу. Їм може загрожувати знищення природного середовища, однак цейлонські бюльбюлі демонструють здатність адаптуватися до змінених людиною середовищ.

## В культурі
Цейлонські бюльбюлі зображені на купюрі номіналом 5000 Шрі-Ланкійських рупій, а також на поштовій марці Шрі-Ланки.